# Metal Fatigue (album)
Metal Fatigue è il terzo album in studio del chitarrista Allan Holdsworth, ed è uscito nel 1985 tramite la Enigma Records (negli Stati Uniti) e la JMS–Cream Records (in Europa).
È il primo album di Holdsworth con il bassista Jimmy Johnson,  che prende il posto di Jeff Berlin, e presenta quindi un basso a 5 corde piuttosto che a 4.

## I brani
| N | Brano                     | Testi            | Durata |
| - | ------------------------- | ---------------- | ------ |
| 1 | "Metal Fatigue"           | Paul Williams    | 4:56   |
| 2 | "Home"                    | Allan Holdsworth | 5:33   |
| 3 | "Devil Take the Hindmost" | Allan Holdsworth | 5:36   |
| 4 | "Panic Station"           | Paul Williams    | 3:36   |
| 5 | "The Un-Merry-Go-Round"   | Allan Holdsworth | 14:10  |
| 6 | "In the Mystery"          | Paul Korda       | 3:49   |

## Accoglienza
| Recensione | Giudizio |
| ---------- | -------- |
| AllMusic   |          |

Daniel Gioffre di AllMusic ha votato l'album con 4 stelle e mezza su 5, ritenendolo "uno dei più importanti album di genere fusion degli anni '80" e "la migliore opera di Holdsworth. [...] Assolutamente essenziale per chiunque adori la musica rock con una sana dose di jazz". Ne ha inoltre lodato il titolo come uno dei punti forti, oltre che al contributo del batterista Chad Wackerman e del bassista Jimmy Johnson, che li ha descritto come "virtuosi di proprio diritto".

## Formazione
Allan Holdsworth: chitarra elettrica, chitarra acustica
Jimmy Johnson: basso elettrico
Chad Wackerman: batteria
Paul Williams: Voce (tranne che in In the Mystery
Paul Korda: Voce (in In the Mystery)